# Яременко Василь Васильович
Васи́ль Васи́льович Яре́менко (нар. 12 лютого 1932, Сінно, Вітебська область, Білорусь) — український філолог, професор,  голова Федерації патріотичних видань (з 2003), провідний науковий співробітник НДЛ грінченкознавства Київського університету імені Бориса Грінченка (з лютого 2013). В радянський час був агентом КДБ під кодовим ім'ям "Васильєв".

## Життєпис
Представник тої частини козацького народу Гетьмана Богдана, що потрапила до козацького стану, приписного козацтва сиріч козацького сословія Царської Росії 18-20 ст. Народився 12 лютого 1932 у місті Сінно Вітебської області, Білорусь.
Батько Василь Макарович (1888–?) — приписний козак, репресований; мати Христина Леонтіївна (1896—1995) — козачка. З 1936 року, коли після 5-літнього перебування у Білорусі родина повернулася в Україну, мешкав у Воскобійники Миргородського району Полтавської області.
Закінчив Великосорочинське педагогічне училище (1951) та філологічний факультет Київського педагогічного інституту (1956—1961). Там же закінчивши аспірантуру (1961—1964), захистив кандидатську дисертацію «Творчість Бориса Грінченка» (1968).
З жовтня 1966 по січень 2001 — викладач, старший викладач, доцент, професор (1994) Київського університету ім. Т. Шевченка.
Заступник голови Товариства української мови у 1989–1990 роках. Член редколегії журналу «Дніпро» (з 1990).
Директор Інституту культурологічних та етнополітичних досліджень Міжрегіональної академії управління персоналом (2003—2013).
Володіє словацькою, польською, німецькою, чеською, старослов'янською мовами.
Захоплення: бібліофіл, архіви, шахи, футбольний вболівальник із 1954 року.
Дружина Світлана Михайлівна (*1947) — учитель української мови і літератури гімназії № 117 ім. Лесі Українки. Син Олесь (*1965) — інженер-програміст; син Богдан (*1971) — дипломат, народний депутат України; син Ярослав (*1978) — юрист.

## Праці
Автор понад 200 публікацій.
Книги: «Історія української журналістики» (1983, співавтор), «Ключі від рідної хати збереглись» (1992), «Повість врем'яних літ» (1990, переклад, коментарі, післямова), «Євреї в Україні сьогодні…» (2003), «Україна в лещатах сіонізму» (МАУП, 2004).
Упорядник понад 40 книжок, зокрема: «Українська поезія XVI ст.» (1987), «Українське слово» (в 4 т.; т.1, 1994; т.2, 2001; т.3, 2003), «Золоте слово» в 2 т. (2002), творів Б. Грінченка (у 2 т., 1963), П. Куліша, В. Свідзинського, Г. Чупринки, М. Куліша, А. Чайковського, В. Симоненка, рецензент енциклопедичного довідника Миколи Сухомозського та Надії Аврамчук «Україна у світі», який визнано переможцем у відповідній номінації IX Всеукраїнського рейтингу «Книжка року 2007».
У 1998 році опублікував Новий тлумачний словник української мови (у 4 томах), у співавторстві з Оксаною Сліпушко), який автори «Словника української мови» в 11 томах назвали «98-відсотковим плагіатом чистісінької води».

## Нагороди та відзнаки
- Лауреат премій ім. Г. Сковороди (1993), «Дружба» (1995), ім. І. Нечуя-Левицького (2006), ім. В. Короленка (2011), ім. В. Винниченка (2012), ім. Олени Пчілки (2016).
- Відмінник освіти України (1997).
- Орден «За заслуги» ІІІ ст. (2002), II ст. (2016[6]), І ст. (2021)  [Архівовано 15 жовтня 2021 у Wayback Machine.]